# برادي أكيرمان
برادي أكيرمان (بالإنجليزية: Brady Ackerman)‏ هو معلق رياضي أمريكي، ولد في 10 سبتمبر 1969.

## روابط خارجية
- برادي أكيرمان على موقع كلية كرة القدم في سبورتس رفرنس.كوم (الإنجليزية)